# KBS창원방송총국
KBS창원방송총국(KBS昌原放送總局)은 한국방송공사의 지역총국 중 하나로 진주지역국 관리와 경남지역 KBS 방송을 총괄하고 있다. 1942년 사단법인 조선방송협회 마산간이방송소로 개국하여 1986년 12월 KBS 공사 직제개편으로 KBS창원방송총국으로 승격되었으며, 진주방송국을 하부에 두고 있다. 2011년 7월에 사옥을 증축한 뒤 2013년 2월에 완공하였다.

## 개요
1987년 6월 현재 위치로 이전하였으며, 2004년 12월 고화질 디지털 방송(HDTV)을 개국하였다. 2011년 10월 10일부터 HD급 화질의 프로그램의 제작을 시작하였으며 2012년 10월 4일 지상파 아날로그 방송의 송출을 중단하며 디지털TV방송 시대를 열었다.
대부분의 방송은 KBS 본사의 프로그램을 릴레이 하여 편성하고 있으나, 보도, 지역현안, 지역민 문제에 대한 시사교양적 프로그램은 자체제작 하고 있다.

## 연혁
- 1942년 2월 20일 : 조선방송협회, 마산에 간이방송소를 설치 (경남 마산부 상남동 72-2호 노비산)
- 1943년 4월 1일 : 마산보조방송소 개소 (노비산 호주 선교관) (주파수 600kHz, 출력 30W)
- 1944년 1월 1일 : 출력을 50W에 증강
- 1945년 1월 20일 : 방송국에 승격, 정식으로 개국 (호출부호 JBOK, 호출부호 마산방송국)
- 1947년 10월 1일 : 호출부호를 HLKO로 변경
- 1948년 8월 6일 : 대한방송협회 마산방송국으로 명칭변경
- 1950년 4월 10일 : 마산지방방송국으로 명칭변경
- 1958년 9월 11일 : 마산방송국 진해송신소 개소 (호출부호 : HLKD, 1430kHz, 출력 1㎾)
- 1960년 7월 19일 : 마산방송국 사옥 이전 (경상남도 마산시 완월동 311-6)
- 1969년 5월 9일 : 마산 TV중계소 개소(CH 08, 출력 500W)
- 1973년 3월 3일 : 한국방송공사 마산방송국 기국 개편
- 1975년 11월 12일: 합천중계소 개소, 1280kHz 1㎾
- 1975년 12월 23일: 마산방송국 가포송신소 이전, HLKD 940kHz 10㎾
- 1977년 1월 1일: 불모산 제1라디오 표준FM중계소 개소
- 1980년 6월 1일: 불모산 음악FM중계소 개소
- 1980년 12월 1일: TV 컬러방송 시작
- 1981년 1월 1일: 불모산 교육방송 중계소 개소, TV UHF CH39 30㎾/ FM 104.3MHz 5㎾
- 1982년 3월 4일: KBS창원 제1라디오 FM으로 수신가능, 잡음이 전혀 없는 표준FM(스테레오가 아닌 모노)으로도 동시에 방송
- 1983년 10월 14일: 마산 제1TV방송국 개국, HLAI-TV VHF CH6 10㎾
- 1983년 12월 24일: 마산 제2TV방송국 개국, HLKD-TV UHF CH45 30㎾
- 1983년 12월 24일: 불모산 제2TV중계소 개소
- 1985년 1월 11일: 마산 제1라디오 로컬방송 실시, HLAI-SFM 91.7MHz 5㎾
- 1986년 12월 8일: 공사 직제 개편에 따라 마산방송총국으로 승격
- 1987년 6월 1일: 창원방송총국으로 명칭 변경. 현재 위치(성산구 신월동)로 이전
- 1987년 11월 20일: 창원 음악FM방송국 개국, HLAI-FM 93.9MHz 1㎾
- 1990년 11월 16일: 일본 NHK 야마구치 방송국과 자매결연
- 1996년 7월 30일: TV중계차 도입(소형)
- 1996년 12월 9일: 통영방송센터(TV) 개소
- 1997년 2월 20일: 개국 55주년 기념 경남 근로자바둑큰잔치 성황리 개최
- 1998년 2월 2일: 연주소 1R, 2R, FM주조 지하에서 5층으로 이설
- 1998년 11월 17일: 송출운용센터(5층) 설치
- 2000년 6월 20일: 통영방송센터 이전개소(통영시청)
- 2001년 9월 20일: 1R 표준FM 스테레오 시험방송
- 2001년 11월 30일: 불모산송신소 자동화 공사 완료
- 2002년 1월 1일: 1R 표준FM 스테레오방송 개시
- 2002년 10월 17일: 2R 표준FM 개국(스테레오방송)
- 2002년 10월 17일: 가포(AM)송신소 936kHz 3R 사랑의 소리 프로그램으로 전환 방송
- 2004년 1월 1일: 아나운서 지역순환근무제 실시
- 2004년 12월 30일: DTV(1DTV, 2DTV, EDTV) 개국
- 2004년 12월 : 고화질 디지털 방송(HDTV) 개국
- 2011년 9월 20일 : 증축 사옥 착공
- 2011년 10월 10일 : HD급 화질 프로그램 제작 개시
- 2012년 10월 4일 : 지상파 아날로그 TV방송 종료
- 2012년 11월 5일 : 디지털 방송 시스템 완전 전환
- 2012년 12월 : 청사 내부 리모델링
- 2013년 2월 19일 : 증축 사옥 준공
- 2013년 7월 17일 : 지상파 디지털 TV방송 주파수 재배치 완료
- 2021년 7월 1일: KBS창원방송총국 주소가 의창구에서 성산구로 변경
- 2025년 : KBS1 창원UHD과 KBS2 창원UHD 방송개국예정

## 방송 송출 시설망

### TV
- 1TV
  - 호출부호 : HLAI-DTV
  - 가상채널 : 9-1
- 2TV
  - 호출부호 : HLKD-DTV
  - 가상채널 : 7-1

| 송신소        | UHD      | UHD      | UHD    | HD       | HD       | HD    | 송신소 위치                                  |
| 송신소        | 물리채널 | 물리채널 | 출력   | 물리채널 | 물리채널 | 출력  | 송신소 위치                                  |
| 송신소        | 1TV      | 2TV      | 출력   | 1TV      | 2TV      | 출력  | 송신소 위치                                  |
| ------------- | -------- | -------- | ------ | -------- | -------- | ----- | -------------------------------------------- |
| 불모산 송신소 | 준비중   | 준비중   | 준비중 | CH 22    | CH 25    | 2.5kW | 경남 창원시 성산구 천선동 산213-8            |
| 산호 중계소   | 준비중   | 준비중   | 준비중 | CH 28    | CH 37    | 20W   | 경남 창원시 마산합포구 산호동 547-2 (용마산) |
| 양곡 중계소   | 준비중   | 준비중   | 준비중 | CH 14    | CH 16    | 10W   | 경남 창원시 성산구 양곡동 산21               |
| 내서 중계소   | 준비중   | 준비중   | 준비중 | CH 14    | CH 16    | 20W   | 경남 창원시 마산회원구 내서읍 상곡리 산163   |
| 진전 중계소   | 준비중   | 준비중   | 준비중 | CH 36    | CH 47    | 5W    | 경남 창원시 마산합포구 진전면 봉암리 산51    |
| 용등 중계소   | 준비중   | 준비중   | 준비중 | CH 19    | CH 36    | 5W    | 경남 창원시 의창구 대산면 우암리 441         |
| 밀양 중계소   | 준비중   | 준비중   | 준비중 | CH 39    | CH 49    | 20W   | 경남 밀양시 가곡동 산56-1                    |
| 산내 중계소   | 준비중   | 준비중   | 준비중 | CH 34    | CH 40    | 5W    | 경남 밀양시 산내면 봉의리 52                 |
| 장승포 중계소 | 준비중   | 준비중   | 준비중 | CH 29    | CH 40    | 20W   | 경남 거제시 아주동 산133-19 옥녀봉           |
| 거제 중계소   | 준비중   | 준비중   | 준비중 | CH 28    | CH 37    | 20W   | 경남 거제시 거제면 서정리 산1-1              |
| 통영 중계소   | 준비중   | 준비중   | 준비중 | CH 20    | CH 44    | 20W   | 경남 통영시 산양읍 남평리 산90 (미륵산)      |
| 욕지 중계소   | 준비중   | 준비중   | 준비중 | CH 16    | CH 48    | 5W    | 경남 통영시 욕지면 동항리 산77-1             |
| 마암 중계소   | 준비중   | 준비중   | 준비중 | CH 35    | CH 38    | 20W   | 경남 고성군 마암면 보전리 산266              |
| 상리 중계소   | 준비중   | 준비중   | 준비중 | CH 29    | CH 48    | 20W   | 경남 고성군 상리면 무선리 산134 무이산       |
| 함안 중계소   | 준비중   | 준비중   | 준비중 | CH 19    | CH 20    | 90W   | 경남 함안군 산인면 모곡리 산83-1             |
| 창녕 중계소   | 준비중   | 준비중   | 준비중 | CH 49    | CH 34    | 5W    | 경남 창녕군 성산면 냉천리                    |
| 가야 중계소   | 준비중   | 준비중   | 준비중 | CH 30    | CH 34    | 10W   | 경남 합천군 가야면 사촌리 산53-1             |
| 해인 중계소   | 준비중   | 준비중   | 준비중 | CH 33    | CH 50    | 10W   | 경남 합천군 가야면 치인리 산21-1             |
| 야로 중계소   | 준비중   | 준비중   | 준비중 | CH 39    | CH 40    | 20W   | 경남 합천군 야로면 구정리 산6                |
| 율지 중계소   | 준비중   | 준비중   | 준비중 | CH 19    | CH 20    | 20W   | 경남 합천군 덕곡면 율지리 산34-1             |
| 초계 중계소   | 준비중   | 준비중   | 준비중 | CH 30    | CH 47    | 20W   | 경남 합천군 초계면 아막리 산30               |
| 신천리 소출력 | 준비중   | 준비중   | 준비중 | CH 30    | CH 47    | 0.05W | 경남 김해시 한림면 신천리                    |
| 금병산 중계소 | 준비중   | 준비중   | 준비중 | CH 24    | CH 44    | 5W    | 경남 김해시 진영읍 여래리                    |

아날로그TV
- 1TV
  - 호출부호 : HLAI-TV

| 송신소        | 채널  | 채널  | 출력        | 송신소 위치                                   |
| 송신소        | 1TV   | 2TV   | 출력        | 송신소 위치                                   |
| ------------- | ----- | ----- | ----------- | --------------------------------------------- |
| 불모산 송신소 | CH 6  | CH 45 | 10㎾ / 30㎾ | 경남 창원시 성산구 천선동 산213-8             |
| 산호 중계소   | CH 34 | CH 36 | 100W        | 경남 창원시 마산합포구 산호동 547-2 (용마산)  |
| 진해 중계소   | CH 35 | CH 37 | 10W         | 경남 창원시 진해구 제황산동 28-7 (제황산공원) |
| 용등 중계소   | CH 27 | CH 41 | 10W         | 경남 창원시 의창구 대산면 우암리 441          |
| 밀양 중계소   | CH 47 | CH 49 | 100W        | 경남 밀양시 가곡동 산56-1                     |
| 삼랑진 중계소 | CH 35 | CH 37 | 10W         | 경남 밀양시 삼랑진읍 송지리 산43-1            |
| 산내 중계소   | CH 28 | CH 23 | 10W         | 경남 밀양시 산내면 봉의리 52                  |
| 진전 중계소   | CH 4  | CH 19 | 1W / 10W    | 경남 창원시 마산합포구 진전면 봉암리 산51     |
| 장승포 중계소 | CH 28 | CH 36 | 100W        | 경남 거제시 아주동 산133-19 옥녀봉            |
| 거제 중계소   | CH 55 | CH 43 | 100W        | 경남 거제시 거제면 서정리 산1-1               |
| 통영 중계소   | CH 21 | CH 35 | 100W        | 경남 통영시 산양읍 남평리 산90 (미륵산)       |
| 욕지 중계소   | CH 58 | CH 53 | 10W         | 경남 통영시 욕지면 동항리 산77-1              |
| 마암 중계소   | CH 41 | CH 27 | 100W        | 경남 고성군 마암면 보전리 산266               |
| 상리 중계소   | CH 59 | CH 57 | 100W        | 경남 고성군 상리면 무선리 산134 (무이산)      |
| 부림 중계소   | CH 31 | CH 49 | 10W         | 경남 의령군 부림면 단원리 산67                |
| 계성 중계소   | CH 11 | CH 53 | 1W / 10W    | 경남 창녕군 계성면 봉산리 산53                |
| 함안 중계소   | CH 43 | CH 37 | 10W         | 경남 함안군 가야읍 검암리 산15-1              |
| 가야 중계소   | CH 58 | CH 23 | 50W         | 경남 합천군 가야면 사촌리 산53-1              |
| 해인 중계소   | CH 33 | CH 50 | 10W         | 경남 합천군 가야면 치인리 산21-1              |
| 야로 중계소   | CH 41 | CH 35 | 10W         | 경남 합천군 야로면 구정리 산6                 |
| 율곡 중계소   | CH 58 | CH 46 | 100W        | 경남 합천군 율곡면 제내리 산34-1              |
| 삼가 중계소   | CH 34 | CH 37 | 10W         | 경남 합천군 삼가면 일부리 산57                |
| 초계 중계소   | CH 59 | CH 25 | 100W        | 경남 합천군 초계면 아막리 산30                |

### 라디오
| KBS창원 제1라디오          | KBS창원 제1라디오 | KBS창원 제1라디오 | KBS창원 제1라디오 | KBS창원 제1라디오                          | KBS창원 제1라디오 |
| 송신소                     | 주파수            | 출력              | 호출부호          | 송신소 위치                                | 방송구역&비고 |
| -------------------------- | ----------------- | ----------------- | ----------------- | ------------------------------------------ | --- |
| 불모산 송신소              | FM 91.7MHz        | 5kW               | HLAI-SFM          | 경남 창원시 성산구 천선동 산213-8          | 창원시 일원, 거창군 일부, 함양군 일부, 산청군 일부, 창녕군 일부, 합천군 일부, 의령군 일부, 고성군 일부, 거제시 일부, 김해시 일부, 밀양시 일부, 양산시 일부, 통영시 일부, 함안군 일부, 진주시 일부, 사천시 일부, 남해군 일부, 하동군 일부, 부산광역시 일부 |
| 내서 중계소                | FM 90.1MHz        | 20W               | -                 | 경남 창원시 마산회원구 내서읍 상곡리 산163 | 창원시 마산회원구 내서읍 일원 |
| KBS창원 제2라디오 (해피FM) |                   |                   |                   |                                            | |
| 송신소                     | 주파수            | 출력              | 호출부호          | 송신소 위치                                | 방송구역&비고 |
| 불모산 송신소              | FM 106.1MHz       | 3kW               | HLKD-SFM          | 경남 창원시 성산구 천선동 산213-8          | 창원시 일원, 거창군 일부, 함양군 일부, 산청군 일부, 창녕군 일부, 합천군 일부, 의령군 일부, 고성군 일부, 거제시 일부, 김해시 일부, 밀양시 일부, 양산시 일부, 통영시 일부, 함안군 일부, 진주시 일부, 사천시 일부, 남해군 일부, 하동군 일부, 부산광역시 일부 |
| KBS 제3라디오              |                   |                   |                   |                                            | |
| 송신소                     | 주파수            | 출력              | 호출부호          | 송신소 위치                                | 방송구역&비고 |
| 가포 송신소                | AM 936kHz         | 10kW              | HLKD              | 경남 창원시 마산합포구 가포동 산96         | 창원시 일원 |
| KBS창원 음악FM             |                   |                   |                   |                                            | |
| 송신소                     | 주파수            | 출력              | 호출부호          | 송신소 위치                                | 방송구역&비고 |
| 불모산 송신소              | FM 93.9MHz        | 1kW               | HLAI-FM           | 경남 창원시 성산구 천선동 산213-8          | 창원시 일원, 거창군 일부, 함양군 일부, 산청군 일부, 창녕군 일부, 합천군 일부, 의령군 일부, 고성군 일부, 거제시 일부, 김해시 일부, 밀양시 일부, 양산시 일부, 통영시 일부, 함안군 일부, 진주시 일부, 사천시 일부, 남해군 일부, 하동군 일부, 부산광역시 일부 |

### 라디오 시보 멘트
- 제1라디오 : 정성을 다하는 국민의 방송 KBS가 OO시를 알려드립니다. FM 91.7MHz KBS창원 제1라디오입니다. HLAI
- 제2라디오 : 좋은방송 밝은내일 KBS가 5시를 알려드립니다. FM 106.1MHz KBS창원 제2라디오입니다. HLKD
- 음악FM : 좋은 방송 밝은 내일 KBS가 잠시 후 OO시를 알려드립니다. FM 93.9MHz KBS창원 FM방송입니다.

## 조직
- 편성제작팀 - TV제작, 편성
- 보도팀 - 영상취재, 취재
- 기술팀 - 기술관리, TV기술, R기술, 중계기술, 송출기술
- 총무팀 - 총무, 재원관리

## 제작 프로그램

### KBS 1TV
뉴스
| 프로그램명        | 방송시간            | 편성시간                                            | 앵커                                         |
| ----------------- | ------------------- | --------------------------------------------------- | -------------------------------------------- |
| KBS 뉴스광장 경남 | 20분                | 평일 아침 7시 30분 ~ 7시 50분                       | 이지은                                       |
| KBS 뉴스 930 경남 | 10분                | 평일 오전 9시 50분 ~ 10시                           | 방수빈                                       |
| KBS 뉴스 7 경남   | 월~목 40분          | 월~목 저녁 7시 ~ 7시 40분                           | 송지원                                       |
| KBS 뉴스 7 경남   | 금 10분             | 금 저녁 7시 30분 ~ 7시 40분                         | 윤준건                                       |
| KBS 뉴스 9 경남   | 평일 20분 주말 10분 | 평일 밤 9시 40분 ~ 10시 주말 밤 9시 30분 ~ 9시 40분 | 평일: 김민정 주말: KBS경남 아나운서 (무작위) |

- 모든방송은 HD기준인 동시에 지역총국은 DMB방송을 하지 않으며 6시 내고향은 월~목요일사이에 네트워크 제작을 한다.

프로그램
| 방송 시간    | 프로그램               |
| ------------ | ---------------------- |
| 14:10 (월)   | KBS 창원스페셜         |
| 17:30 (평일) | 전국을 달린다          |
| 17:40 (평일) | 생생투데이 사람과 세상 |
| 19:40 (화)   | 드립빽                 |
| 19:40 (수)   | 세상다반사             |
| 20:10 (수)   | 우문현답               |
| 14:10 (금)   | 네트워크 참TV          |
| 19:40 (금)   | 토론 경남              |

### 라디오 프로그램

#### KBS창원 제1라디오
뉴스
| 프로그램명                  | 방송시간            | 편성시간                 | 진행                      |
| --------------------------- | ------------------- | ------------------------ | ------------------------- |
| KBS 제1라디오 9시 뉴스      | 월요일 ~ 금요일 5분 | 오전 9시 ~ 9시 5분       | 김민정                    |
| KBS 제1라디오 정오종합뉴스  | 월요일 ~ 금요일 5분 | 낮 12시 15분 ~ 12시 20분 | 윤준건 or 이지은 (무작위) |
| KBS 제1라디오 오후 5시 뉴스 | 월요일 ~ 금요일 5분 | 오후 5시 ~ 5시 5분       | 방수빈                    |
| KBS 제1라디오 오후 6시 뉴스 | 토요일 ~ 일요일 5분 | 오후 6시 ~ 6시 5분       | 무작위                    |

프로그램
- 라이브 경남 (시사교양, 평일 17:05~17:58) (진행 윤준건)

#### 음악FM
- 11시의 음악실 (음악, 평일 11:00~12:00) (진행 김민정)

#### 종영 프로그램
- 생방송 경남 (2018년 9월 7일자로 폐지)
- 즐거운 저녁길 (2024년 12월 31일자로 폐지)

## 아나운서
| KBS창원 아나운서 | KBS창원 아나운서 | KBS창원 아나운서 | KBS창원 아나운서 |
| 입사연도         | 기수             | 남성             | 여성             |
| ---------------- | ---------------- | ---------------- | ---------------- |
| 2014년           | (41기)           |                  | 신유진           |
| 2019년           | (46기)           |                  | 송지원           |

## 전직 아나운서

### 남성
- 주상철(1980 ~ 1981, 전 대구MBC 아나운서, 현재 방송인 )
- 노병무(1982 ~ 2016, 정년퇴직)
- 신석진(1985 ~ 2019, 정년퇴직)
- 조계식(1993 ~ 1994, 아나운서부장, 전 KBS 부산총국)
- 이재홍(1998 ~ 1999, 현 KBS 제주방송총국장)
- 김동우(2000 ~ 2001, 아나운서부장, 전 KBS 서울본국)
- 심인보(2005 ~ 2024.3.21, 현 KBS 서울본국)
- 김재홍(2005 ~ 2007, 현 KBS 서울본국)
- 차재환(2010 ~ 2014, 현 KBS 부산총국)
- 김선근(2014 ~ 2015, 전 KBS 서울본국)
- 이재성(2015 ~ 2017, 현 KBS 서울본국)
- 故 이성민(2017 ~ 2019, 전 KBS 서울본국)
- 남현종(2018 ~ 2019, 현 KBS 서울본국)
- 김진웅(2019 ~ 2021, 현 KBS 서울본국)
- 박경익(2021 ~ 2022, 현 KNN 아나운서)
- 임지웅(2021 ~ 2023, 현 KBS 서울본국)
- 이규석(2023.01 ~ 2023.11.24, 현 퇴사, 전 LG헬로비전 아나운서, 광주방송 뉴스캐스터, KBS 라디오 기상캐스터)

### 여성
- 김승일(1985~2009, 현 KBS 창원총국 PD)
- 손윤희(1987~2005, 전 PD, 현 KBS 서울본국)
- 문지숙(1994~2004, 퇴사)
- 최은경(1999~2000, 전 KBS 서울본국, 방송인)
- 백승주(2004~2005, 현 KBS 서울본국)
- 고민정(2004~2005, 전 KBS 서울본국, 청와대 대변인)
- 이정민(2005~2022, 전  KBS 서울본국)
- 박소영(2005~2021, 현 퇴사)
- 최송현(2006~2007, 전 KBS 서울본국, 배우)
- 박은영(2007~2008, 전 KBS 서울본국)
- 엄지인(2007~2008, 현 KBS 서울본국)
- 정다은(2008~2009, 전 KBS 서울본국)
- 이아롬(2008~2023, 현 퇴사)
- 차다혜(2009~2010, 전 KBS 서울본국)
- 김지원(2012~2021, 전 KBS 서울본국)
- 이지인(2016~2017, 현 퇴사)
- 장예진(2018~2019, 현 머니투데이방송)
- 곽동휘(2019~2021, 현 롯데홈쇼핑 쇼호스트)
- 이예원(2023~2024, 현 KBS 서울본국)

## 리포터
- 장지현(출산으로 육아휴직)
- 김서희
- 백주연
- 이유경
- 백민경
- 정아람
- 이지수
- 소유
- 김세영 (전직리포터.현 방송인)
- 이수민
- 유하니
- 김소현
- 박혜진
- 이정경
- 김가경
- 이윤지

## 기상캐스터
- 문진희

## 현직기자
- 김대진
- 천현수 보도국장
- 김현수
- 박상현 취재부장
- 배수영
- 송현준
- 황재락
- 최진석
- 윤경재
- 이대완
- 이형관
- 박기원

### 여성
- 김소영
- 조미령
- 진정은
- 차주하 편집부장
- 최세진
- 김효경
- 문그린